# Äkta makar
Äkta makar (Hippeastrum striatum) är en art i släktet Amaryllisar från södra och centrala Brasilien.
Arten odlas ibland som krukväxt i Sverige.
Löken är mer eller mindre rund med en kort nacke, till 5–8 cm vid. Blad avlånga, avsmalnande mot vid basen och med rundade spetsar till 30 cm långa. Blomstjälk till 30 cm med 2-4 blommor. Blommor 7,5–11 cm långa, tratt lika, röda till orange. Blombladen har vit bas och en grönaktig mittstrimma. Ståndarna är kortare än hyllet. Blommar under vintern eller våren. Pistillen har ett treflikigt märke. Arten varierar något i blomstorlek och färg.
Arten kan förväxlas med rubinamaryllis (H. puniceum), som dock har ett klubblikt märke.

## Sorter
Flera av dessa anges ofta som varieteter, men är sannolikt rena trädgårdsformera .
- 'Flore Pleno' - fylldblommig orangeröda blommor.
- 'Crocatum' - blommor orangegula.
- 'Fulgidum' - blommor scharlakansröda till orangeröda med en grön strimma mot basen.
- 'Rutilum' - blommor klart karmosinröda med en utsträckt grön bas.

## Odling
Placeras mycket ljust. Planteras i väldränerad jord tidigt på vårvintern i en relativt trång kruka, lökhalsarna skall sticka upp ovanför jorden. 
Vattna sparsamt tills knopparna visar sig, sedan vattnas regelbundet och de skall helst inte torka ut helt, vintertid torrt. Rumstemperatur över vintern helst svalt 10-16 °C. Svag gödning regelbundet under tillväxtsäsongen. Förökas genom delning eller frösådd.

## Bilder

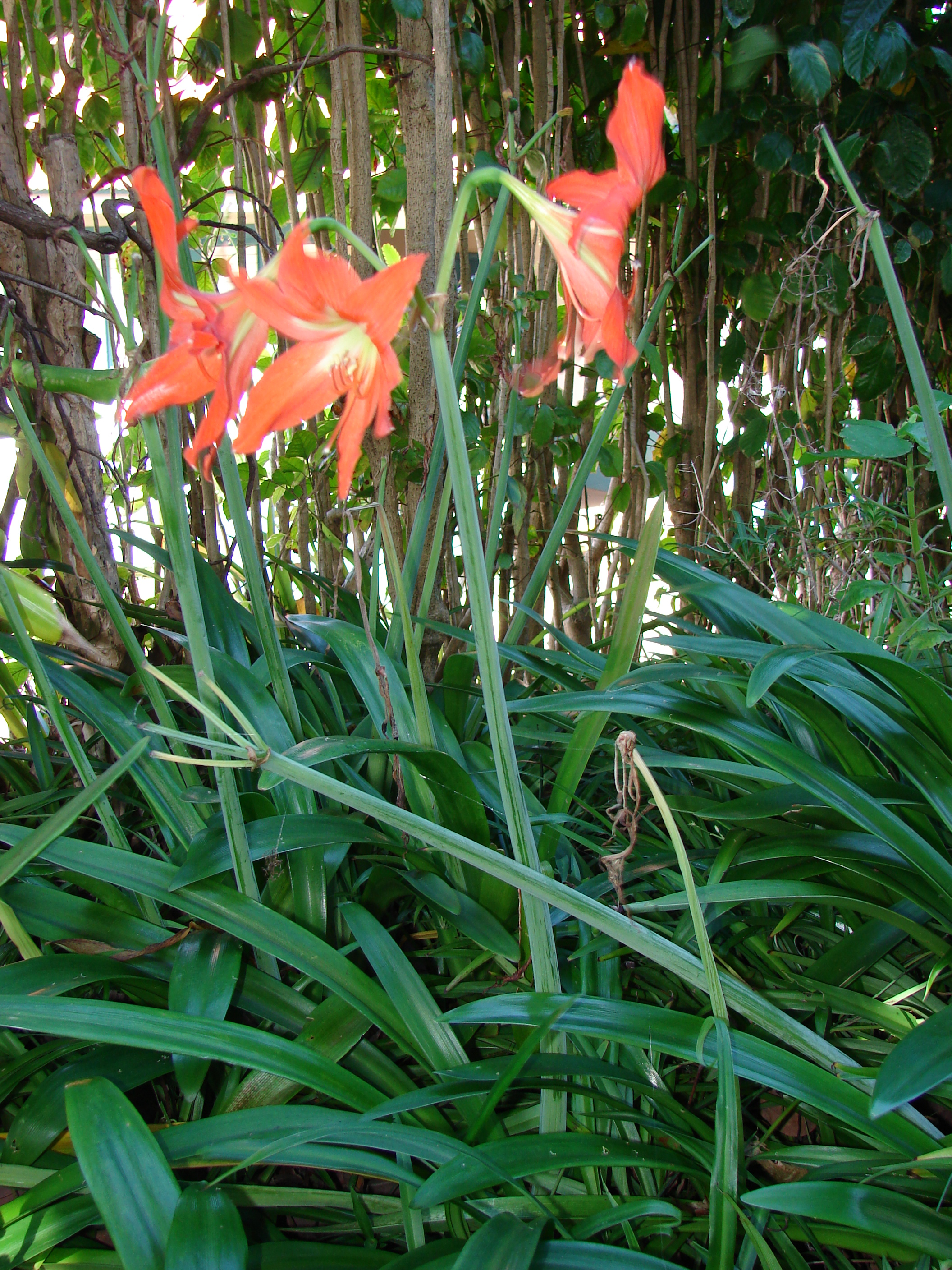
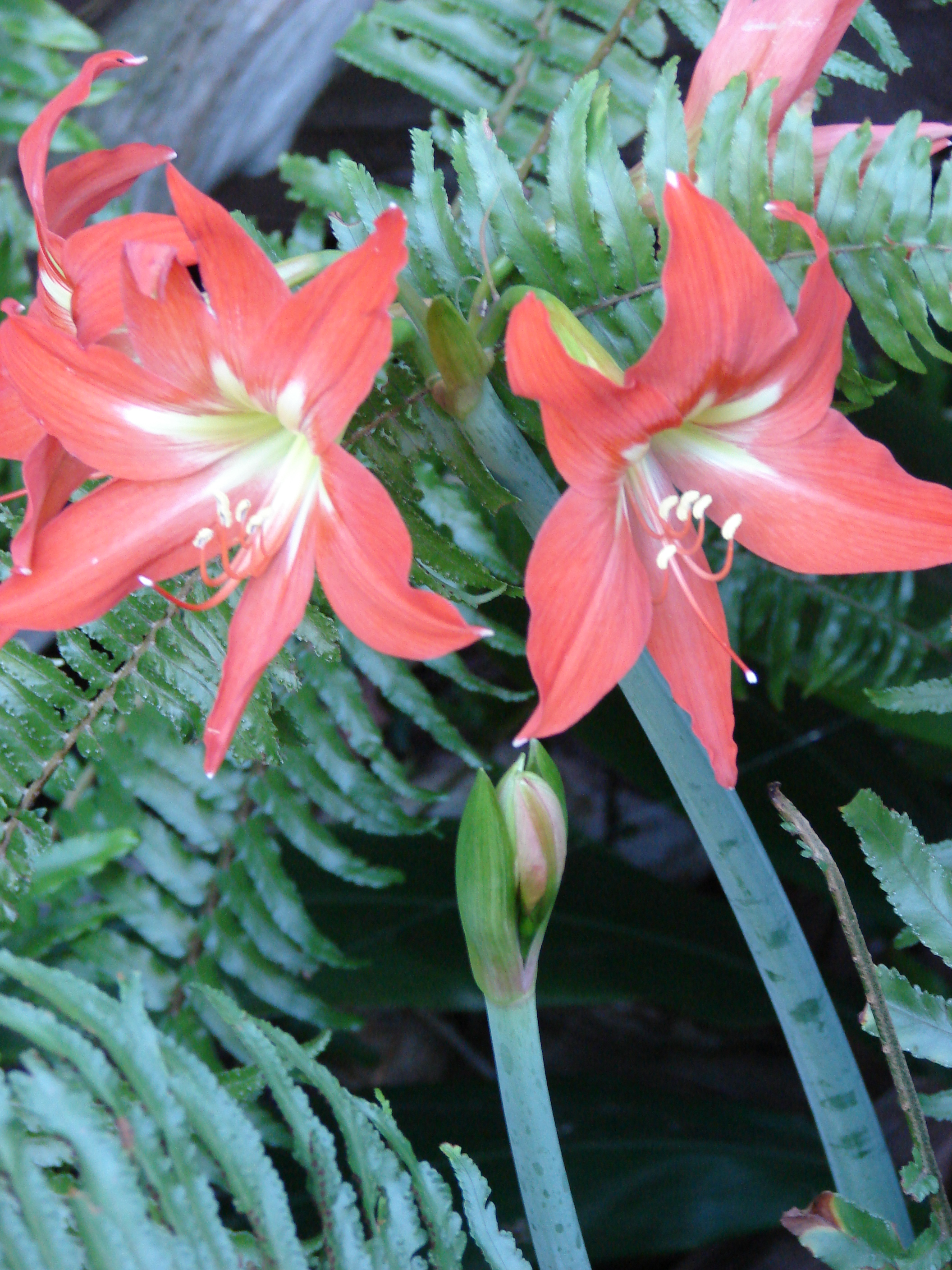
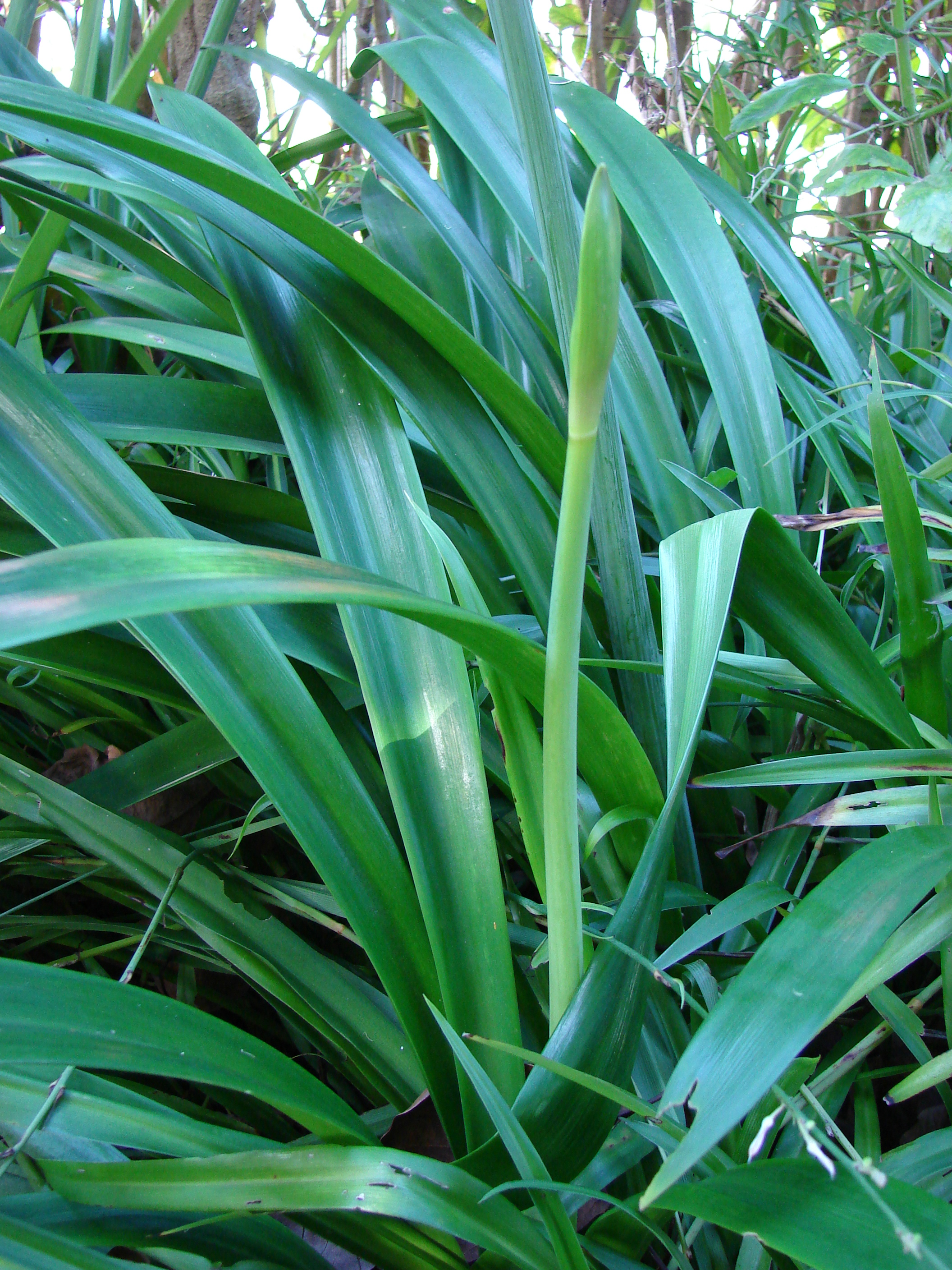
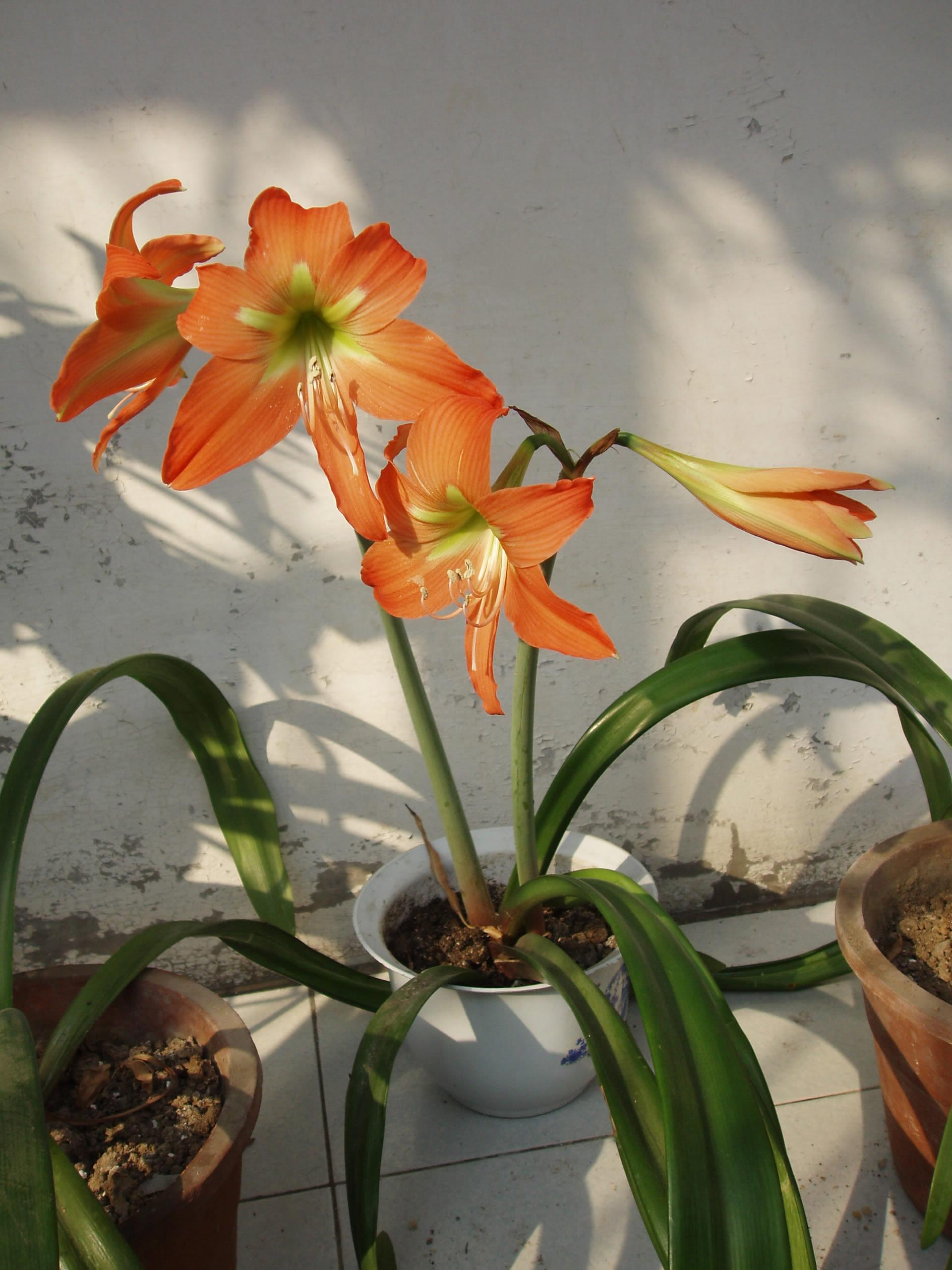
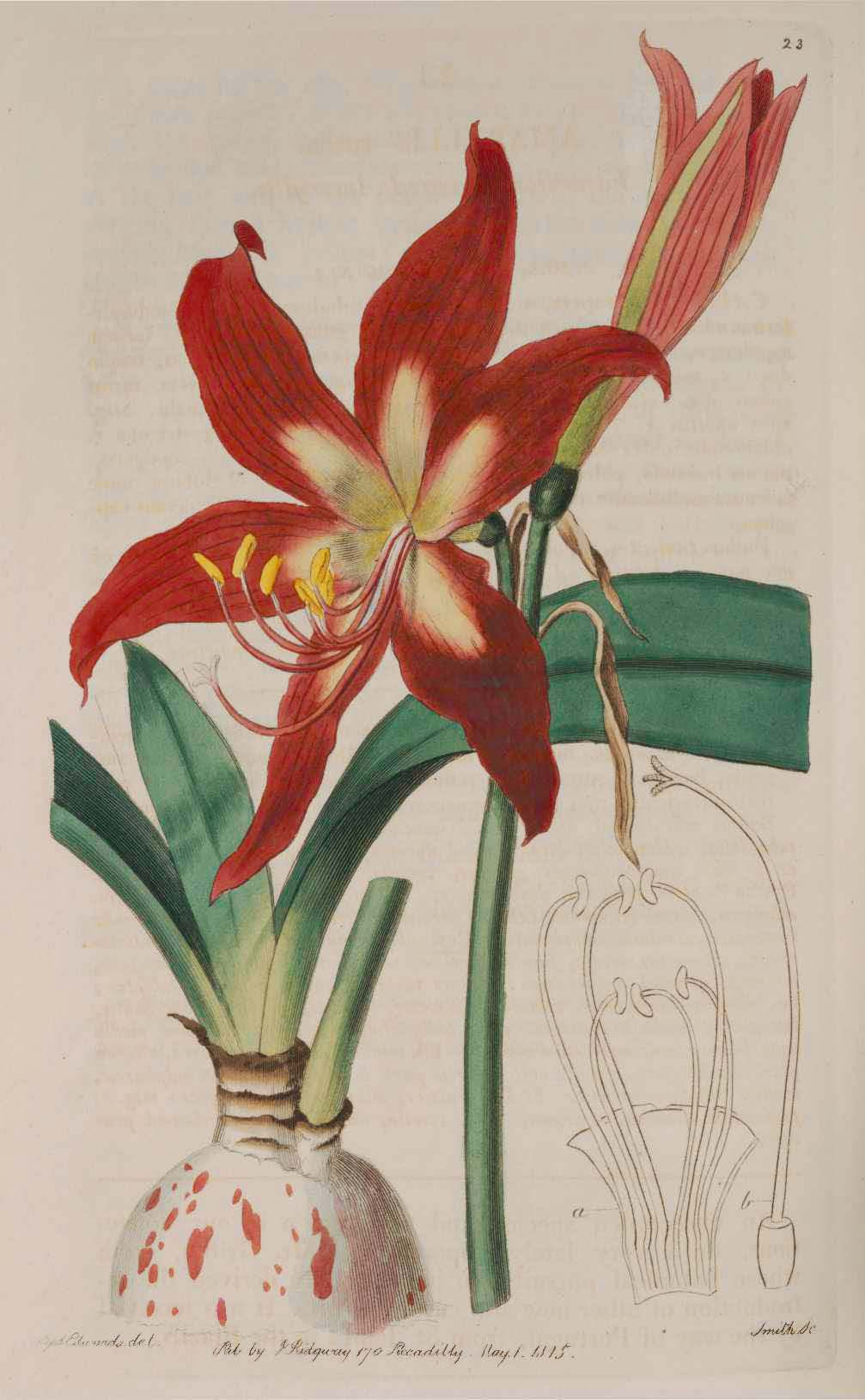